# Třetí Francouzská republika
Třetí republika byl politický režim ve Francii v letech 1870–1940. Vznikla na troskách druhého císařství, které se zhroutilo po porážce v prusko-francouzské válce a zanikla po porážce nacistickým Německem v průběhu druhé světové války.

## Historie
Třetí republika se udržela ze všech režimů počínaje francouzskou revolucí nejdéle – 70 let, a to navzdory nejrůznějším krizím, z nichž nejznámější jsou Dreyfusova aféra, aféra Schnaebele, skandál okolo Panamského průplavu nebo první světová válka. V tomto období byla například přijata Marseillaisa jako národní hymna nebo 14. červenec, den dobytí Bastily, jako státní svátek. Pro třetí republiku je také charakteristické období známé jako Belle Époque, období poklidných let na přelomu 19. a 20. století, ukončené až první světovou válkou. 
V období třetí republiky se výrazně rozšířilo francouzské koloniální panství. Vietnam spolu s Kambodžou a Laosem tvořily roku 1887 Francouzskou Indočínu. Roku 1881 byl v Tunisku ustanoven protektorát, pod francouzský vliv se dále dostala rozsáhlá území v severozápadní Africe na území dnešní Mauretánie, Senegalu, Guineje, Mali, Pobřeží slonoviny, Beninu, Nigeru, Burkiny Faso, Čadu, Středoafrické republiky a Republiky Kongo. 
Roku 1912 se francouzským protektorátem stalo také Maroko. Po první světové válce se rozrostla koloniální říše o bývalé německé kolonie Togoland a Kamerun a osmanské državy Sýrii a Libanon, spravované jako mandátní území Společnosti národů.
Režim Třetí republiky byl obecně antiklerikální. V roce 1880 byly z Francie vykázány řeholní kongregace, opět pak v roce 1902 a 1903.

### Prezidenti
| Jména                                             | Život       | Funkční období |
| ------------------------------------------------- | ----------- | -------------- |
| Dočasná vláda Francouzské republiky (1870 – 1875) |             |                |
| Adolphe Thiers                                    | 1797 – 1877 | 1871 – 1873    |
| Patrice de Mac-Mahon                              | 1808 – 1893 | 1873 – 1875    |
| Třetí republika (1875 – 1940)                     |             |                |
| Patrice de Mac-Mahon                              | 1808 – 1893 | 1875 – 1879    |
| Jules Grévy                                       | 1807 – 1891 | 1879 – 1887    |
| Sadi Carnot                                       | 1837 – 1894 | 1887 – 1894    |
| Jean Casimir-Perier                               | 1847 – 1907 | 1894 – 1895    |
| Félix Faure                                       | 1841 – 1899 | 1895 – 1899    |
| Émile Loubet                                      | 1838 – 1929 | 1899 – 1906    |
| Armand Fallières                                  | 1841 – 1931 | 1906 – 1913    |
| Raymond Poincaré                                  | 1860 – 1934 | 1913 – 1920    |
| Paul Deschanel                                    | 1855 – 1922 | 1920           |
| Alexandre Millerand                               | 1859 – 1943 | 1920 – 1924    |
| Gaston Doumergue                                  | 1863 – 1937 | 1924 – 1931    |
| Paul Doumer                                       | 1857 – 1932 | 1931 – 1932    |
| Albert Lebrun                                     | 1871 – 1950 | 1932 – 1940    |